# Sylwia Indeka
Sylwia Indeka (ur. 19 czerwca 1997) – polska lekkoatletka specjalizująca się w biegach długodystansowych.
Wielokrotna medalistka mistrzostw Polski na różnych dystansach w kilku kategoriach wiekowych. Mistrzyni Polski w biegu na 10 000 m z 2021 r. Drużynowa Mistrzyni Europy z 2021 r.

## Osiągnięcia
| Rok  | Impreza                | Miejsce   | Konkurencja | Pozycja     | Czas     |
| ---- | ---------------------- | --------- | ----------- | ----------- | -------- |
| 2021 | Mistrzostwa Europy U23 | Bydgoszcz | 1500 m      | 13. miejsce | 4:24,30  |
| 2019 | Mistrzostwa Europy U23 | Gävle     | 5000 m      | 8. miejsce  | 15:57,86 |

## Rekordy życiowe
- bieg na 3000 m – 9:13,87 (Gdańsk, 15 sierpnia 2020)
- bieg na 5000 m – 15:57,86 (Gävle, 14 lipca 2019)
- bieg na 10 000 m – 33:24,16 (Goleniów, 24 kwietnia 2021)